# Reinhold Beckmann
Pour les articles homonymes, voir Beckmann.

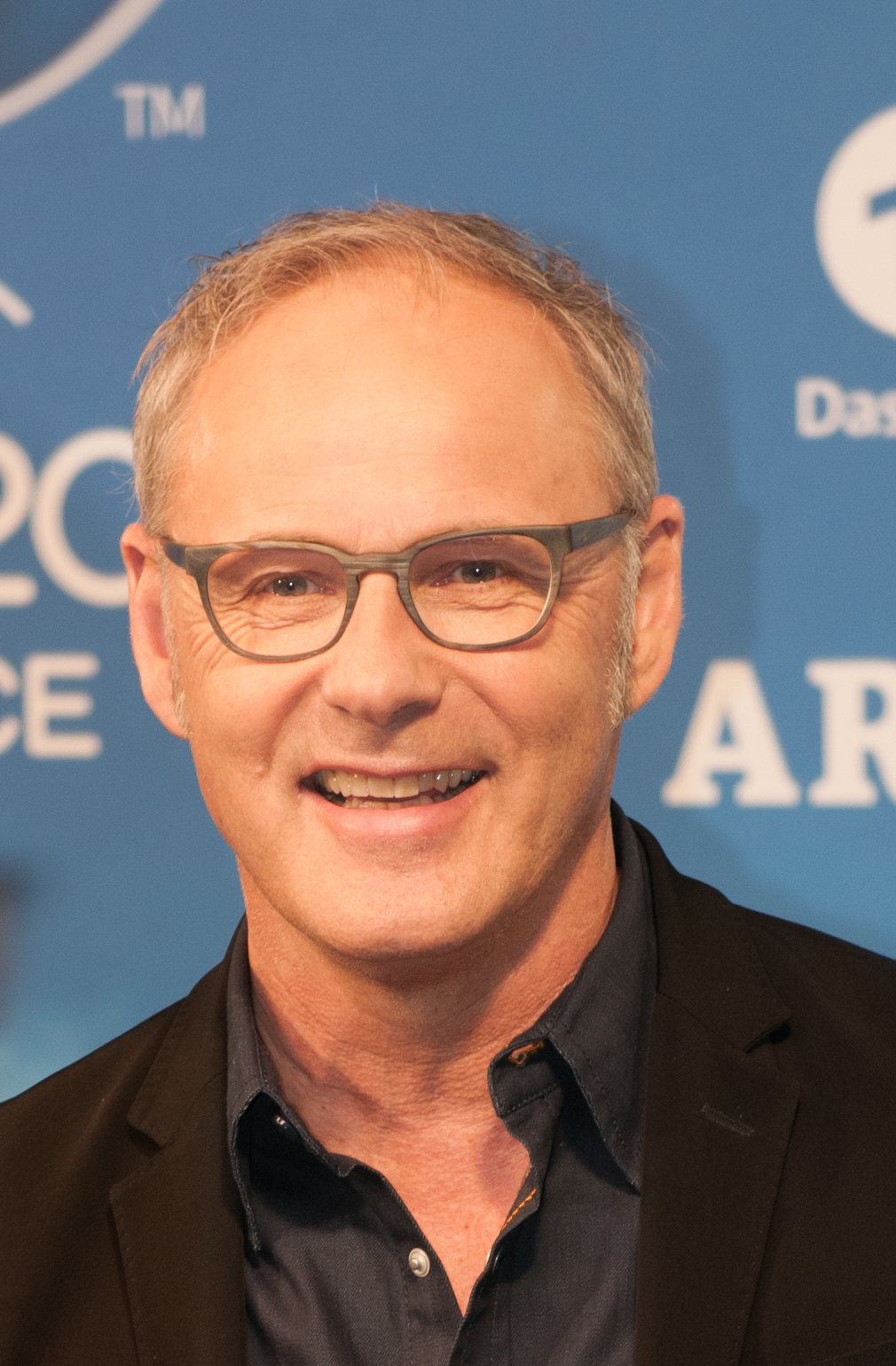
Reinhold Beckmann en 2016

Reinhold Beckmann (né le 23 février 1956 à Twistringen) est un animateur de télévision et journaliste sportif allemand.

## Biographie
Après l'abitur à Syke, un séjour en Amérique et le service civil, Beckmann fait un apprentissage comme technicien radio, télévision et vidéo. Finalement il étudie à Cologne la germanistique, le théâtre, le cinéma et les sciences de la communication, mais en sort sans diplôme.
Il commence sa carrière à la télévision en 1980 à la WDR en collaborant à l'émission Aktuelle Stunde. Il fait partie de l'équipe de télévision qui accompagne Udo Lindenberg à son concert au Palais de la République le 25 octobre 1983. Avec le réalisateur Falko Korth, il fait un documentaire. En 1985, il devient commentateur sportif pour la WDR. Il anime également plusieurs programmes de divertissement sur la NDR et l'émission Off-Show avec Helge Schneider sur WDR Fernsehen.
En 1990, Beckmann quitte l'ARD pour Premiere, om il devient directeur du département des sports. En 1992, il prend ce poste dans Sat.1 et acquiert une notoriété en présentant Ran et Ranissimo. En 1993, il devient directeur des programmes de Sat.1.
En 1998, il revient à l'ARD et devient le commentateur des matchs de football de la Coupe UEFA et présentateur de Sportschau. Par ailleurs, il est reporter sur de nombreux grands événements sportifs tels que le Championnat d'Europe de football 2004 ; ainsi il commente pour l'ARD la finale de la coupe du monde de football de 2006. De 1999 à 2014, il a son propre talk-show Beckmann.
En 2008, il présente le jeu Wie deutsch bist du wirklich?, à la place de Jörg Pilawa, l'animateur prévu, tombé malade.
En 2010, il tient un petit rôle dans l'épisode de Tatort Borowski und eine Frage von reinem Geschmack et son propre rôle dans le film Sa dernière course, où une séquence a lieu dans l'émission Beckmann.
En 2014, il publie sous le nom de "Beckmann & Band" un album musical bei allem sowieso vielleicht.

## Source de la traduction
- (de) Cet article est partiellement ou en totalité issu de l’article de Wikipédia en allemand intitulé « Reinhold Beckmann » (voir la liste des auteurs).